# Martignas-sur-Jalle
Martignas-sur-Jalle är en kommun i departementet Gironde i regionen Nouvelle-Aquitaine i sydvästra Frankrike. Kommunen ligger i kantonen Mérignac 2e Canton som tillhör arrondissementet Bordeaux. År 2022 hade Martignas-sur-Jalle 7 959 invånare.

## Befolkningsutveckling
Antalet invånare i kommunen Martignas-sur-Jalle
Referens:INSEE